# Sferopteris
Sferopteris (lat. Sphaeropteris), rod vazdazelenih grmova i drveća iz porodice cijatovki (Cyatheaceae). Postoji preko 100 vrsta (107), uglavnom tropskom Starom svijetu, vrlo malo tropskoj Americi. Rod se često uključuje u Cyathea ali ga iznova odvaja PPG-I.

## Vrste
1. Sphaeropteris aciculosa (Copel.) R. M. Tryon
2. Sphaeropteris aeneifolia (Alderw.) R. M. Tryon
3. Sphaeropteris agatheti (Holttum) R. M. Tryon
4. Sphaeropteris albifrons (Vieill. ex E. Fourn.) R. M. Tryon
5. Sphaeropteris albosetacea (Bedd.) R. M. Tryon
6. Sphaeropteris angiensis (A. Gepp) R. M. Tryon
7. Sphaeropteris angustipinna (Holttum) R. M. Tryon
8. Sphaeropteris aramaganensis (Kaneh.) R. M. Tryon
9. Sphaeropteris arthropoda (Copel.) R. M. Tryon
10. Sphaeropteris assimilis (Hook.) R. M. Tryon
11. Sphaeropteris atrospinosa (Holttum) R. M. Tryon
12. Sphaeropteris atrox (C. Chr.) R. M. Tryon
13. Sphaeropteris auriculifera (Copel.) R. M. Tryon
14. Sphaeropteris binuangensis (Alderw.) R. M. Tryon
15. Sphaeropteris brackenridgei (Mett.) R. M. Tryon
16. Sphaeropteris brunei (Christ) R. M. Tryon
17. Sphaeropteris brunoniana (Wall. ex Hook.) R. M. Tryon
18. Sphaeropteris capitata (Copel.) R. M. Tryon
19. Sphaeropteris carrii (Holttum) R. M. Tryon
20. Sphaeropteris celebica (Blume) R. M. Tryon
21. Sphaeropteris chinensis (Copel.) comb. ined.
22. Sphaeropteris cooperi (F. Muell.) R. M. Tryon
23. Sphaeropteris cuatrecasasii R. M. Tryon
24. Sphaeropteris curranii (Copel.) R. M. Tryon
25. Sphaeropteris discophora (Holttum) R. M. Tryon
26. Sphaeropteris elliptica (Copel.) R. M. Tryon
27. Sphaeropteris elmeri (Copel.) R. M. Tryon
28. Sphaeropteris excelsa (Endl.) R. M. Tryon
29. Sphaeropteris feani (E. D. Br.) R. M. Tryon
30. Sphaeropteris felina (Roxb.) Pic. Serm.
31. Sphaeropteris fugax (Alderw.) R. M. Tryon
32. Sphaeropteris fusca (Baker) R. M. Tryon
33. Sphaeropteris gardneri (Hook.) R. M. Tryon
34. Sphaeropteris glauca (Blume) R. M. Tryon
35. Sphaeropteris guangxiensis Y. F. Gu & Y. H. Yan
36. Sphaeropteris horrida (Liebm.) R. M. Tryon
37. Sphaeropteris inaequalis (Holttum) R. M. Tryon
38. Sphaeropteris insignis (D. C. Eaton) R. M. Tryon
39. Sphaeropteris insularum (Holttum) R. M. Tryon
40. Sphaeropteris integra (J. Sm.) R. M. Tryon
41. Sphaeropteris intermedia (Mett.) R. M. Tryon
42. Sphaeropteris intramarginalis Windisch
43. Sphaeropteris kessleri Lehnert
44. Sphaeropteris ledermannii (Brause) R. M. Tryon
45. Sphaeropteris leucolepis (Mett.) R. M. Tryon
46. Sphaeropteris leucotricha (Christ) R. M. Tryon
47. Sphaeropteris lunulata (G. Forst.) R. M. Tryon
48. Sphaeropteris macarenensis (Alston) R. M. Tryon
49. Sphaeropteris magna (Copel.) R. M. Tryon
50. Sphaeropteris marginata (Brause) R. M. Tryon
51. Sphaeropteris medullaris (G. Forst.) Bernh.
52. Sphaeropteris megalosora (Copel.) R. M. Tryon
53. Sphaeropteris mertensiana (Kunze) R. M. Tryon
54. Sphaeropteris mesosora (Holttum) Lehnert
55. Sphaeropteris microlepidota (Copel.) R. M. Tryon
56. Sphaeropteris mollicula (Maxon) R. M. Tryon
57. Sphaeropteris moluccana (Desv.) R. M. Tryon
58. Sphaeropteris moseleyi (Baker) R. M. Tryon
59. Sphaeropteris myosuroides (Liebm.) R. M. Tryon
60. Sphaeropteris nigricans (Mett.) R. M. Tryon
61. Sphaeropteris novae-caledoniae (Mett. ex E. Fourn.) R. M. Tryon
62. Sphaeropteris obliqua (Copel.) R. M. Tryon
63. Sphaeropteris obscura (Scort.) R. M. Tryon
64. Sphaeropteris papuana (Ridl.) R. M. Tryon
65. Sphaeropteris parianensis P. G. Windisch
66. Sphaeropteris parksiae (Copel.) R. M. Tryon
67. Sphaeropteris parvifolia (Holttum) R. M. Tryon
68. Sphaeropteris parvipinna (Holttum) R. M. Tryon
69. Sphaeropteris persquamulifera (Alderw.) R. M. Tryon
70. Sphaeropteris philippinensis (Baker) R. M. Tryon
71. Sphaeropteris pilulifera (Copel.) R. M. Tryon
72. Sphaeropteris polypoda (Baker) R. M. Tryon
73. Sphaeropteris procera (Brause) R. M. Tryon
74. Sphaeropteris propinqua (Mett.) R. M. Tryon
75. Sphaeropteris pukuana (M. Kato) Lehnert & Coritico
76. Sphaeropteris pulcherrima (Copel.) R. M. Tryon
77. Sphaeropteris quindiuensis (H. Karst.) R. M. Tryon
78. Sphaeropteris robinsonii (Copel.) R. M. Tryon
79. Sphaeropteris robusta (C. Moore ex Watts) R. M. Tryon
80. Sphaeropteris rosenstockii (Brause) R. M. Tryon
81. Sphaeropteris runensis (Alderw.) R. M. Tryon
82. Sphaeropteris sarasinorum (Holttum) R. M. Tryon
83. Sphaeropteris senex (Alderw.) R. M. Tryon
84. Sphaeropteris senilis (Klotzsch) R. M. Tryon
85. Sphaeropteris setifera (Holttum) R. M. Tryon
86. Sphaeropteris sibuyanensis (Copel.) R. M. Tryon
87. Sphaeropteris squamulata (Blume) R. M. Tryon
88. Sphaeropteris stipitipinnula (Holttum) R. M. Tryon
89. Sphaeropteris strigosa (Christ) R. M. Tryon
90. Sphaeropteris subsessilis (Copel.) R. M. Tryon
91. Sphaeropteris suluensis (Baker) R. M. Tryon
92. Sphaeropteris tenggerensis (Rosenst.) R. M. Tryon
93. Sphaeropteris teysmannii (Copel.) R. M. Tryon
94. Sphaeropteris tomentosa (Blume) R. M. Tryon
95. Sphaeropteris tomentosissima (Copel.) R. M. Tryon
96. Sphaeropteris trichodesma (Scort. ex Bedd.) R. M. Tryon
97. Sphaeropteris trichophora (Copel.) R. M. Tryon
98. Sphaeropteris tripinnata (Copel.) R. M. Tryon
99. Sphaeropteris tripinnatifida (Wall. ex Roxb.) R. M. Tryon
100. Sphaeropteris truncata (Brack.) R. M. Tryon
101. Sphaeropteris vaupelii (Copel.) R. M. Tryon
102. Sphaeropteris verrucosa (Holttum) R. M. Tryon
103. Sphaeropteris vittata (Copel.) R. M. Tryon
104. Sphaeropteris wallacei (Mett. ex Kuhn) R. M. Tryon
105. Sphaeropteris werneri (Rosenst.) R. M. Tryon
106. Sphaeropteris womersleyi (Holttum) R. M. Tryon
107. Sphaeropteris zamboangana (Copel.) R. M. Tryon